# Romantiklook
Romantiklook, klädstil med folkloristiska element, populär på 1960- och 1970-talen, med rysch, volanger, vida långa bomullsklänningar och korsettliknande överdelar.